# Дом-музей А. Х. Таммсааре
Дом-музе́й А́нтона Ха́нсена Та́ммсааре — культурно-просветительское учреждение в пос. Эсто-Садок Адлерского района города Сочи, Краснодарский край, Россия.
Экспозиция, размещённая в подлинном доме Ваарманов начала века (постройки до 1910), представляет старинные книги, фотографии, хозяйственную утварь, предметы ремёсел, народные инструменты, одежду, документы, иллюстрирующие историю эстонских переселенцев и пребывание известного романиста, классика эстонской литературы А. Х. Таммсааре на Кавказе. Автор лечился здесь от туберкулёза. Музей является филиалом сочинского Литературно-мемориального музея Н. А. Островского.

## Адрес
- 354392 Россия, г. Сочи, Эсто-Садок, ул. Эстонская, д. 35